# Покровка (Баевский район)
Покровка — село в Баевском районе Алтайского края России. Входит в состав Нижнечуманского сельсовета.

## География
Село находится в северо-западной части Алтайского края, в лесостепной приобской зоне, на расстоянии примерно 21 километра (по прямой) к юго-западу от села Баево, административного центра района. К северо-западу от Покровки протекает река Кулунда.
Климат резко континентальный, средняя температура +6, количество осадков за год в среднем 312 мм.

## Население
| 1926 | 1997 | 1998 | 1999 | 2000 | 2001 | 2002 |
| ---- | ---- | ---- | ---- | ---- | ---- | ---- |
| 506  | ↘322 | ↘320 | ↘319 | ↘313 | ↘300 | ↘276 |
| 2003 | 2004 | 2005 | 2006 | 2007 | 2008 | 2009 |
| ↘254 | ↗258 | ↘222 | ↗240 | ↗241 | ↗244 | ↗258 |
| 2010 | 2011 | 2012 | 2013 |      |      |      |
| ↘256 | ↘255 | ↘240 | ↘226 |      |      |      |

Согласно результатам переписи 2002 года, в национальной структуре населения русские составляли 96 %.

## Инфраструктура
В селе находятся общеобразовательная школа, отделение Почты России, фельдшерско-акушерский пункт, сельский клуб, библиотека и магазин РайПО.

## Улицы
Уличная сеть села состоит из 3 улиц:
- ул. Молодежная
- ул. Ребровская
- ул. Центральная